# Ludwig von Erlichshausen
Louis de Erlichshausen, ou Ludwig von Erlichshausen en allemand (1410 ou 1415, † 4 avril 1467 à Königsberg), est le trente-et-unième grand maître (magister generalis) de l’ordre Teutonique de 1450 à 1467.